# جون لوسون (سياسي)
جون لوسون (بالإنجليزية: John Lawson)‏ هو طبيب بيطري وسياسي أسترالي، ولد في 24 مارس 1897 في سيدني في أستراليا، وتوفي في 14 أغسطس 1956 في سينغيلتون في أستراليا بسبب نوبة قلبية. حزبياً، نشط في حزب أستراليا المتحدة. وقد انتخب عضو مجلس النواب الأسترالي عن دائرة Division of Macquarie ‏ (19 ديسمبر 1931 – 21 سبتمبر 1940).